# Estación Iturreguí
Iturreguí es una estación ferroviaria del Ferrocarril General Roca de la Red ferroviaria argentina, en el ramal que une las estaciones de Bolívar y Pringles.

## Ubicación
Se encuentra en las áreas rurales del Partido-Municipio de Olavarría, en el interior de la Provincia de Buenos Aires, Argentina.

## Servicios
No presta servicios de pasajeros. Sus vías están concesionadas a la empresa de cargas FerroExpreso Pampeano S.A..